# Fred Ingaldson
Fred Ingaldson, né le 2 septembre 1932, à Pontiac, dans le Michigan et décédé le 8 août 2011, à Winnipeg, dans le Manitoba, est un ancien joueur canadien de basket-ball.